# 潮州
潮州（ちょうしゅう）は、中国にかつて存在した州。隋代から元初にかけて、現在の広東省潮州市一帯に設置された。

## 隋代
591年（開皇11年）、隋により循州が分割されて、潮州が立てられた。607年（大業3年）に州が廃止されて郡が置かれると、潮州は義安郡と改称され、下部に5県を管轄した。隋代の行政区分に関しては下表を参照。
| 隋代の行政区画変遷 | 隋代の行政区画変遷                 | 隋代の行政区画変遷 | 隋代の行政区画変遷                 |
| 区分               | 開皇元年                           | 区分               | 大業3年                            |
| ------------------ | ---------------------------------- | ------------------ | ---------------------------------- |
| 州                 | 広州                               | 郡                 | 義安郡                             |
| 郡                 | 義安郡                             | 県                 | 海陽県 海寧県 潮陽県 程郷県 万川県 |
| 県                 | 海陽県 海寧県 潮陽県 程郷県 義昭県 | 県                 | 海陽県 海寧県 潮陽県 程郷県 万川県 |

## 唐代
621年（武徳4年）、唐により義安郡は潮州と改められた。742年（天宝元年）、潮州は潮陽郡と改称された。758年（乾元元年）、潮陽郡は潮州の称にもどされた。潮州は嶺南道に属し、海陽・潮陽・程郷の3県を管轄した。

## 宋代
宋のとき、潮州は広南東路に属し、海陽・潮陽・掲陽の3県を管轄した。

## 元代以降
1279年（至元16年）、元により潮州は潮州路と改められた。潮州路は江西等処行中書省に属し、録事司と海陽・潮陽・掲陽の3県を管轄した。
1369年（洪武2年）、明により潮州路は潮州府と改められた。潮州府は広東省に属し、海陽・潮陽・掲陽・程郷・饒平・恵来・鎮平・大埔・平遠・普寧・澄海の11県を管轄した。
清代、潮州府は広東省に属し、海陽・豊順・潮陽・掲陽・饒平・恵来・大埔・澄海・普寧の9県と南澳庁を管轄した。
1913年、中華民国により潮州府は廃止された。